# Puchar Europy Mistrzyń Krajowych siatkarek (1975/1976)
Puchar Europy Mistrzyń Krajowych 1976 – 16. sezon Pucharu Europy Mistrzyń Krajowych rozgrywanego od 1960 roku, organizowanego przez Europejską Konfederację Piłki Siatkowej (CEV) w ramach europejskich pucharów dla żeńskich klubowych zespołów siatkarskich "starego kontynentu".

## Drużyny uczestniczące
- Ruda Hvezda Praga
- Sollentuna Sztokholm
- Post Wiedeń
- Olympic Luksemburg
- Lewski-Spartak Sofia
- VC Hannover
- Hermes Oostende
- Velkot Karhulan
- VCH Van Houten
- ZAON Nea Kifissia
- SC Uni Bazylea
- Crvena zvezda Belgrad
- Hapoel Tel Awiw
- UC Montpellier
- Eczacıbaşı Stambuł

## Rozgrywki

### Runda 1/8
| Data       | Drużyna 1             | Wynik | Drużyna 2            | Sety                      |
| ---------- | --------------------- | ----- | -------------------- | ------------------------- |
|            | Ruda Hvezda Praga     |       | ?                    |                           |
|            |                       |       |                      |                           |
| 08.02.1976 | Sollentuna Sztokholm  | 0:3   | Post Wiedeń          |                           |
|            | Sollentuna Sztokholm  | 3:0   | Post Wiedeń          |                           |
|            |                       |       |                      |                           |
| 08.02.1976 | Olympic Luksemburg    | 0:3   | Lewski-Spartak Sofia | 1:15, 3:15, 4:15          |
| 09.02.1976 | Olympic Luksemburg    | 0:3   | Lewski-Spartak Sofia | 0:15, 6:15, 7:15          |
|            |                       |       |                      |                           |
| 08.02.1976 | VC Hannover           | 3:1   | Hermes Oostende      | 15:13, 10:15, 15:11, 15:9 |
|            | VC Hannover           | 2:3   | Hermes Oostende      |                           |
|            |                       |       |                      |                           |
| 07.02.1976 | Velkot Karhulan       | 0:3   | VCH Van Houten       | 4:15, 3:15, 6:15          |
| 21.02.1976 | Velkot Karhulan       | 0:3   | VCH Van Houten       | 6:15, 8:15, 2:15          |
|            |                       |       |                      |                           |
| 10.02.1976 | ZAON Nea Kifissia     | 1:3   | Uni Bazylea          | 7:15, 2:15, 4:15          |
| 11.02.1976 | ZAON Nea Kifissia     | 0:3   | Uni Bazylea          | 2:15, 15:10, 4:15, 11:15  |
|            |                       |       |                      |                           |
| 07.01.1976 | Crvena Zvezda Belgrad | 3:0   | Hapoel Tel Awiw      |                           |
|            | Crvena Zvezda Belgrad | 3:1   | Hapoel Tel Awiw      |                           |
|            |                       |       |                      |                           |
| 08.02.1976 | UC Montpellier        | 3:1   | Eczasibasi Istanbul  |                           |
|            | UC Montpellier        | 2:3   | Eczasibasi Istanbul  |                           |

### Ćwierćfinał
| Data       | Drużyna 1             | Wynik | Drużyna 2          | Sety                   |
| ---------- | --------------------- | ----- | ------------------ | ---------------------- |
| 14.03.1976 | Sollentuna Stockholm  | 0:3   | Ruda Hvezda Praga  | 4:15, 9:15, 3:15       |
| 20.03.1976 | Sollentuna Stockholm  | 0:3   | Ruda Hvezda Praga  | 1:15, 6:15, 5:15       |
|            |                       |       |                    |                        |
| 13.03.1976 | Lewski-Spartak Sofia  | 3:0   | VC Hannover        | 15:3, 15:6, 15:1, 0:40 |
| 21.03.1976 | Lewski-Spartak Sofia  | 3:2   | VC Hannover        |                        |
|            |                       |       |                    |                        |
| 13.03.1976 | VCH Van Houten        | 3:0   | Uni Bazylea        | 15:10, 15:9, 15:5      |
| 21.03.1976 | VCH Van Houten        | 3:1   | Uni Bazylea        | 9:15, 15:7, 15:8, 15:4 |
|            |                       |       |                    |                        |
|            | Crvena Zvezda Belgrad |       | Eczacıbaşı Stambuł |                        |
|            | Crvena Zvezda Belgrad |       | Eczacıbaşı Stambuł |                        |

### Turniej finałowy
Eupen
Tabela
| Lp. | Drużyna               | Pkt | Mecze | Mecze | Mecze | Sety | Sety | Sety  |
| Lp. | Drużyna               | Pkt | M     | W     | P     | wyg. | prz. | ratio |
| --- | --------------------- | --- | ----- | ----- | ----- | ---- | ---- | ----- |
| 1   | Ruda Hvezda Praga     | 6   | 3     | 3     | 0     | 9    | 3    | 3.000 |
| 2   | Lewski-Spartak Sofia  | 5   | 3     | 2     | 1     | 8    | 5    | 1.600 |
| 3   | VCH Van Houten        | 4   | 3     | 1     | 2     | 5    | 7    | 0.714 |
| 4   | Crvena Zvezda Belgrad | 3   | 3     | 0     | 3     | 2    | 9    | 0.222 |

Wyniki
| Data       | Drużyna 1            | Wynik | Drużyna 2             | Sety                          |
| ---------- | -------------------- | ----- | --------------------- | ----------------------------- |
| 09.04.1976 | Lewski-Spartak Sofia | 3:1   | Crvena Zvezda Belgrad | 15:13, 15:10, 13:15, 15:3     |
| 09.04.1976 | Ruda Hvezda Praga    | 3:1   | VCH Van Houten        | 15:9, 15:9, 10:15, 15:1       |
|            |                      |       |                       |                               |
| 10.04.1976 | VCH Van Houten       | 3:1   | Crvena Zvezda Belgrad |                               |
| 10.04.1976 | Ruda Hvezda Praga    | 3:2   | Lewski-Spartak Sofia  | 7:15, 17:19, 15:9, 15:7, 15:6 |
|            |                      |       |                       |                               |
| 11.04.1976 | Ruda Hvezda Praga    | 3:0   | Crvena Zvezda Belgrad | 17:15, 15:13, 15:8            |
| 11.04.1976 | Lewski-Spartak Sofia | 3:1   | VCH Van Houten        | 15:12, 7:15, 15:10, 15:8      |

## Klasyfikacja końcowa
| Miejsce | Drużyna               |
| ------- | --------------------- |
| złoto   | Ruda Hvezda Praga     |
| srebro  | Lewski-Spartak Sofia  |
| 3.      | VCH Van Houten        |
| 4.      | Crvena zvezda Belgrad |